# Anet

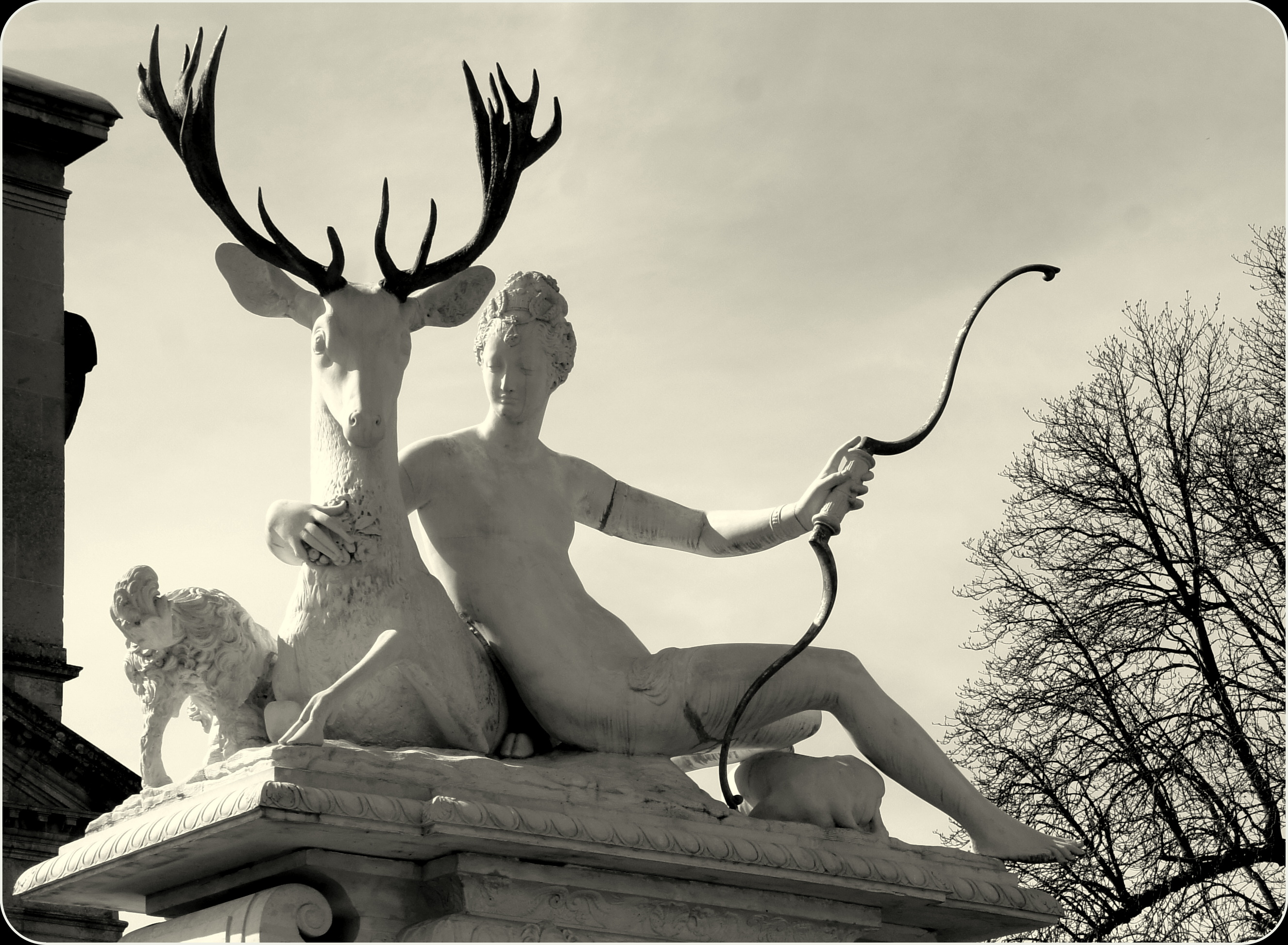
Diane, statuie in curtea castelului

Anet este o comună în departamentul Eure-et-Loir, Franța. În 1 ianuarie 2022 avea o populație de 2.708 de locuitori.

## Personalități născute aici
- Pascal Lainé (1942 - 2024), academician, scriitor.